# Ronde van Frankrijk 1960
| Route van de Ronde van Frankrijk 1960. |                          |              |
| Eindklassement                         |                          |              |
| Algemeen klassement                    | Gastone Nencini          | 112u 08' 42" |
| Tweede                                 | Graziano Battistini      | + 5' 02"     |
| Derde                                  | Jean Adriaensens         | + 10' 24"    |
| Vierde                                 | Hans Junkermann          | + 11' 21"    |
| Vijfde                                 | Jef Planckaert           | + 13' 05"    |
| Zesde                                  | Raymond Mastrotto        | + 16' 12"    |
| Zevende                                | Arnaldo Pambianco        | + 17' 58"    |
| Achtste                                | Henry Anglade            | + 19' 17"    |
| Negende                                | Marcel Rohrbach          | + 20' 02"    |
| Tiende                                 | Imerio Massignan         | + 23' 28"    |
| Rode Lantaarn                          | Herrero Berrendero (81e) | + 3h 58' 59" |
| Puntenklassement                       | Jean Graczyk             | 74 punten    |
| Tweede                                 | Graziano Battistini      | 40 punten    |
| Derde                                  | Gastone Nencini          | 36 punten    |
| Bergklassement                         | Imerio Massignan         | 56 punten    |
| Tweede                                 | Marcel Rohrbach          | 56 punten    |
| Derde                                  | Graziano Battistini      | 44 punten    |
| Ploegenklassement                      | Frankrijk                | 335h 43' 43" |
| Tweede                                 | Italië                   | -            |
| Derde                                  | België                   | -            |

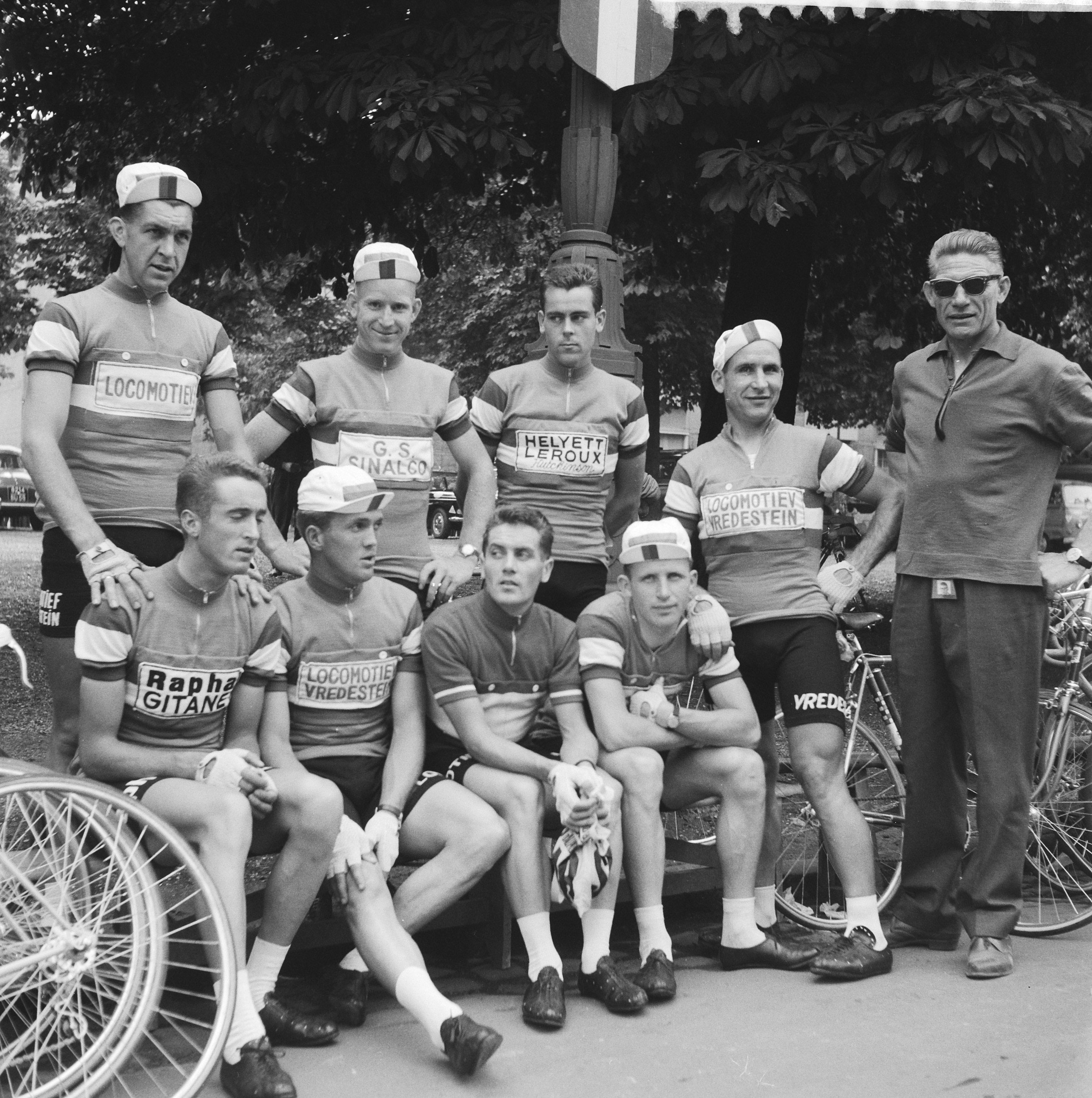
De Nederlandse ploeg

De 47e editie van de Ronde van Frankrijk ging van start op 26 juni 1960 in Rijsel en eindigde op 17 juli in Parijs. Er stonden 128 renners verdeeld over 13 ploegen aan de start.
- Aantal ritten: 22
- Totale afstand: 4173 km
- Gemiddelde snelheid: 37.210 km/u
- Aantal deelnemers: 128
- Aantal uitgevallen: 47

## Belgische en Nederlandse prestaties
In totaal namen er 14 Belgen en 8 Nederlanders deel aan de Tour van 1960.

### Belgische etappezeges
- Julien Schepens won de 1e etappe deel A van Rijsel naar Brussel.
- Martin Van Geneugden won de 9e etappe van Limoges naar Bordeaux en de 14e etappe van Maillau naar Avignon.
- Louis Proost won de 13e etappe van Toulouse naar Millau.
- Michel Van Aerde won de 15e etappe van Avignon naar Gap.

### Nederlandse etappezeges
- In 1960 was er geen Nederlandse etappeoverwinning.

## Etappe-overzicht

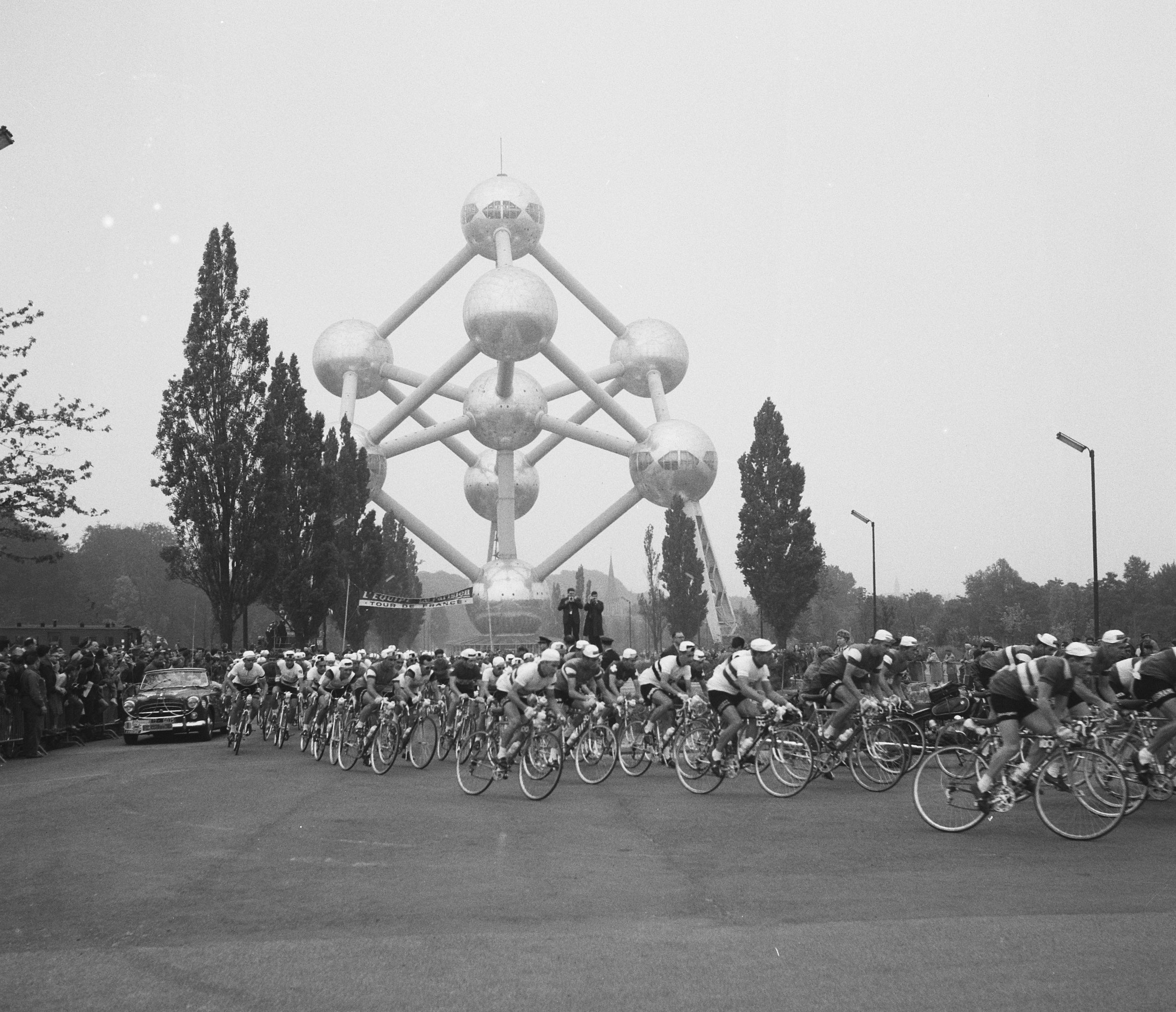
Etappe langs het Atomium

- 1ae etappe Rijsel - Brussel: Julien Schepens (Bel)
- 1be etappe Brussel - Brussel: Roger Rivière (Fra)
- 2e etappe Brussel - Duinkerken/Malo-les-Bains: René Privat (Fra)
- 3e etappe Duinkerken/Malo-les-Bains - Dieppe: Nino Defilippis (Ita)
- 4e etappe Dieppe - Caen: Jean Graczyk (Fra)
- 5e etappe Caen - St. Malo: André Darrigade (Fra)
- 6e etappe St. Malo - Lorient: Roger Rivière (Fra)
- 7e etappe Lorient - Angers: Graziano Battistini (Ita)
- 8e etappe Angers - Limoges: Nino Defilippis (Ita)
- 9e etappe Limoges - Bordeaux: Martin Van Geneugden (Bel)
- 10e etappe Mont-de-Marsan - Pau: Roger Rivière (Fra)
- 11e etappe Pau - Luchon: Kurt Gimmi (Zwi)
- 12e etappe Luchon - Toulouse: Jean Graczyk (Fra)
- 13e etappe Toulouse - Millau: Louis Proost (Bel)
- 14e etappe Maillau - Avignon: Martin Van Geneugden (Bel)
- 15e etappe Avignon - Gap: Michel Van Aerde (Bel)
- 16e etappe Gap - Briançon: Graziano Battistini (Ita)
- 17e etappe Briançon - Aix-les-Bains: Jean Graczyk (Fra)
- 18e etappe Aix-les-Bains - Thonon-les-Bains: Fernando Manzaneque (Spa)
- 19e etappe Pontarlier - Besançon: Rolf Graf (Zwi)
- 20e etappe Besançon - Troyes: Pierre Beuffeuil (Fra)
- 21e etappe Troyes - Parijs: Jean Graczyk (Fra)

 winnaars gele trui · 
 puntenklassement · 
 bergklassement · 
 jongerenklassement · 
 tussensprintklassement · 
 combinatieklassement · 
 ploegenklassement · 
 strijdlust · 
rode lantaarn
records · meeste deelnames · ranglijst etappewinnaars · bekende beklimmingen · valpartijen · dopinggevallen · Grand Départ · Souvenir Henri Desgrange
1903 · 
1904 · 
1905 · 
1906 · 
1907 · 
1908 · 
1909 · 
1910 · 
1911 · 
1912 · 
1913 · 
1914 ·
1915 ·
1916 ·
1917 ·
1918 · 
1919 · 
1920 · 
1921 · 
1922 · 
1923 · 
1924 · 
1925 · 
1926 · 
1927 · 
1928 · 
1929 · 
1930 · 
1931 · 
1932 · 
1933 · 
1934 · 
1935 · 
1936 · 
1937 · 
1938 · 
1939 · 
1940 ·
1941 ·
1942 ·
1943 ·
1944 ·
1945 ·
1946 ·
1947 · 
1948 · 
1949 · 
1950 · 
1951 · 
1952 · 
1953 · 
1954 · 
1955 · 
1956 · 
1957 · 
1958 · 
1959 · 
1960 · 
1961 · 
1962 · 
1963 · 
1964 · 
1965 · 
1966 · 
1967 · 
1968 · 
1969 · 
1970 · 
1971 · 
1972 · 
1973 · 
1974 · 
1975 · 
1976 · 
1977 · 
1978 · 
1979 · 
1980 · 
1981 · 
1982 · 
1983 · 
1984 · 
1985 · 
1986 · 
1987 · 
1988 · 
1989 · 
1990 · 
1991 · 
1992 · 
1993 · 
1994 · 
1995 · 
1996 · 
1997 · 
1998 · 
1999 · 
2000 · 
2001 · 
2002 · 
2003 · 
2004 · 
2005 · 
2006 · 
2007 · 
2008 · 
2009 · 
2010 · 
2011 · 
2012 · 
2013 · 
2014 · 
2015 · 
2016 · 
2017 · 
2018 · 
2019 ·
2020 · 
2021 · 
2022 · 
2023 · 
2024 · 
2025